# Ghali Club de Mascara
El Ghali Club de Mascara (àrab: نادي غالي معسكر, Nādī Ḡālī Maʿskar) és un club de futbol algerià de la ciutat de Mascara.

## Història

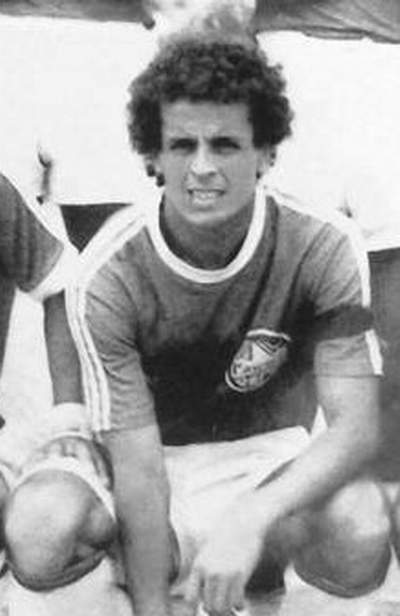
Lakhdar Belloumi a GC Mascara el 1984.

Va ser fundat el 1925 amb el nom Galia Club Mascara. Evolució del nom:
- 1925-1962: Gallia Club de Mascara
- 1962-1979: Ghali Club de Mascara
- 1979-1987: Ghali Chabab Raï de Mascara
- 1987-avui: Ghali Club de Mascara

Els seus colors són el verd i el blanc. Lakhdar Belloumi passà la major part de la seva carrera al club.

## Palmarès

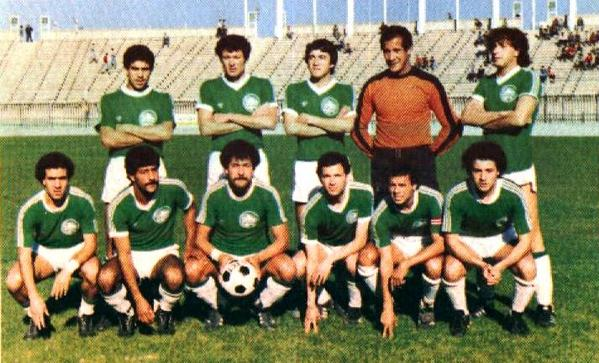
GC Mascara el 1984.

- Lliga algeriana de futbol: [4]
  - 1984

- Lliga d'Orà de futbol: 
  - 1951